# Tanaina-Gletscher
Der Tanaina-Gletscher ist ein 27,5 km langer Talgletscher in den Neacola Mountains im Südwesten von Alaska (USA).

## Geografie
Das Nährgebiet des Tanaina-Gletschers befindet sich auf einer Höhe von 2000 m 20 km südwestlich des Chakachamna Lake. Es grenzt im Norden und Nordosten an den Shamrock-Gletscher. Der Tanaina-Gletscher strömt anfangs nach Südwesten, später nach Südosten und schließlich nach Süden. Der im unteren Bereich 1,1 km breite Gletscher endet oberhalb des Lake-Clark-Pass auf einer Höhe von ungefähr 370 m. Sein Schmelzwasser fließt in den Gletscherrandsee eines gegenüber liegenden Gletschers. Dieser wird nach Nordosten über den North Fork Big River und den Big River entwässert. Ein weiterer Abfluss des Sees fließt zum weiter westlich gelegenen Summit Lake, der über den Tlikakila River entwässert wird. Ein Teil des Tanaina-Gletschers befindet sich im Lake-Clark-Nationalpark. Der Tanaina-Gletscher ist im Rückzug begriffen.
Der Gletscher wurde nach dem früher dort ansässigen Indianervolk der Tanaina benannt.